# Fjoergyn
Fjoergyn – niemiecka grupa folkmetalowa, założona w 2003 roku. Nazwa zespołu nawiązuje do nordyckiej mitologii i oznacza "naturę".
29 marca 2005 roku, dzięki niemieckiej wytwórni Black Attakk grupa wydała swój debiutancki album Ernte Im Herbst, mówiący o zemście natury przeciwko ludzkości. Podczas nagrań użyto automatu perkusyjnego, ponieważ zespół w tym czasie nie miał jeszcze w swoim składzie perkusisty.
Drugi album Fjoergyn - Sade et Masoch - został wydany przez wytwórnię Reartone w 2007 roku.

## Dyskografia
- Ernte Im Herbst (2005, Black Attakk)
- Sade Et Masoch (2007, Reartone)
- Jahrenszeiten (2009, SMP/Trollzorn)